# Бар ле Бизанси
Бар ле Бизанси (фр. Bar-lès-Buzancy) насеље је и општина у североисточној Француској у региону Шампања-Ардени, у департману Ардени која припада префектури Вузје.
По подацима из 2011. године у општини је живело 120 становника, а густина насељености је износила 12,77 становника/km². Општина се простире на површини од 9,4 km². Налази се на средњој надморској висини од 182 метара.

## Демографија
| 1962. | 1968. | 1975. | 1982. | 1990. | 1999. | 2011. |
| ----- | ----- | ----- | ----- | ----- | ----- | ----- |
| 135   | 137   | 116   | 126   | 121   | 98    | 120   |

График промене броја становника у току последњих година